# Grumman J2F Duck
Grumman J2F Duck (định danh công ty G-15) là một loại máy bay hai tầng cánh lưỡng dụng. Nó được trang bị cho các quân chủng và binh chủng của quân đội Hoa Kỳ từ giữa thập niên 1930 tới sau Chiến tranh thế giới II, chủ yếu làm nhiệm vụ thông dụng và cứu hộ không-hải. Ngoài ra nó còn được Hải quân Argentina sử dụng, chiếc đầu tiên giao hàng năm 1937. Sau chiến tranh, J2F Duck phục vụ trong các tổ chức dân sự độc lập, cũng như lực lượng vũ trang của Colombia và México.
J2F là một phiên bản cải tiến của loại JF Duck, điểm khác biệt chính là J2F có một phao nổi lớn hơn và dài hơn.

## Biến thể

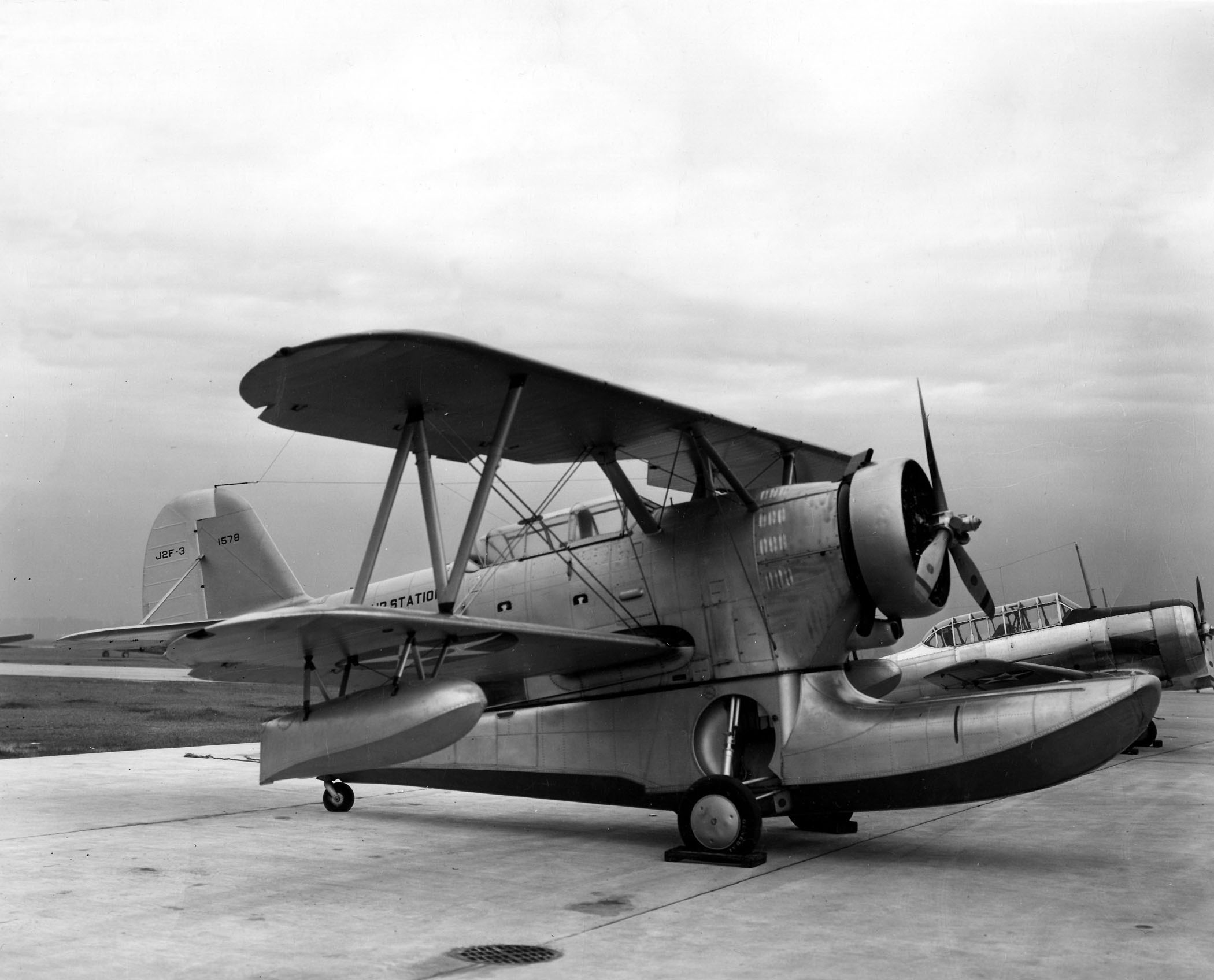
J2F-3 tại NAS Jacksonville năm 1940

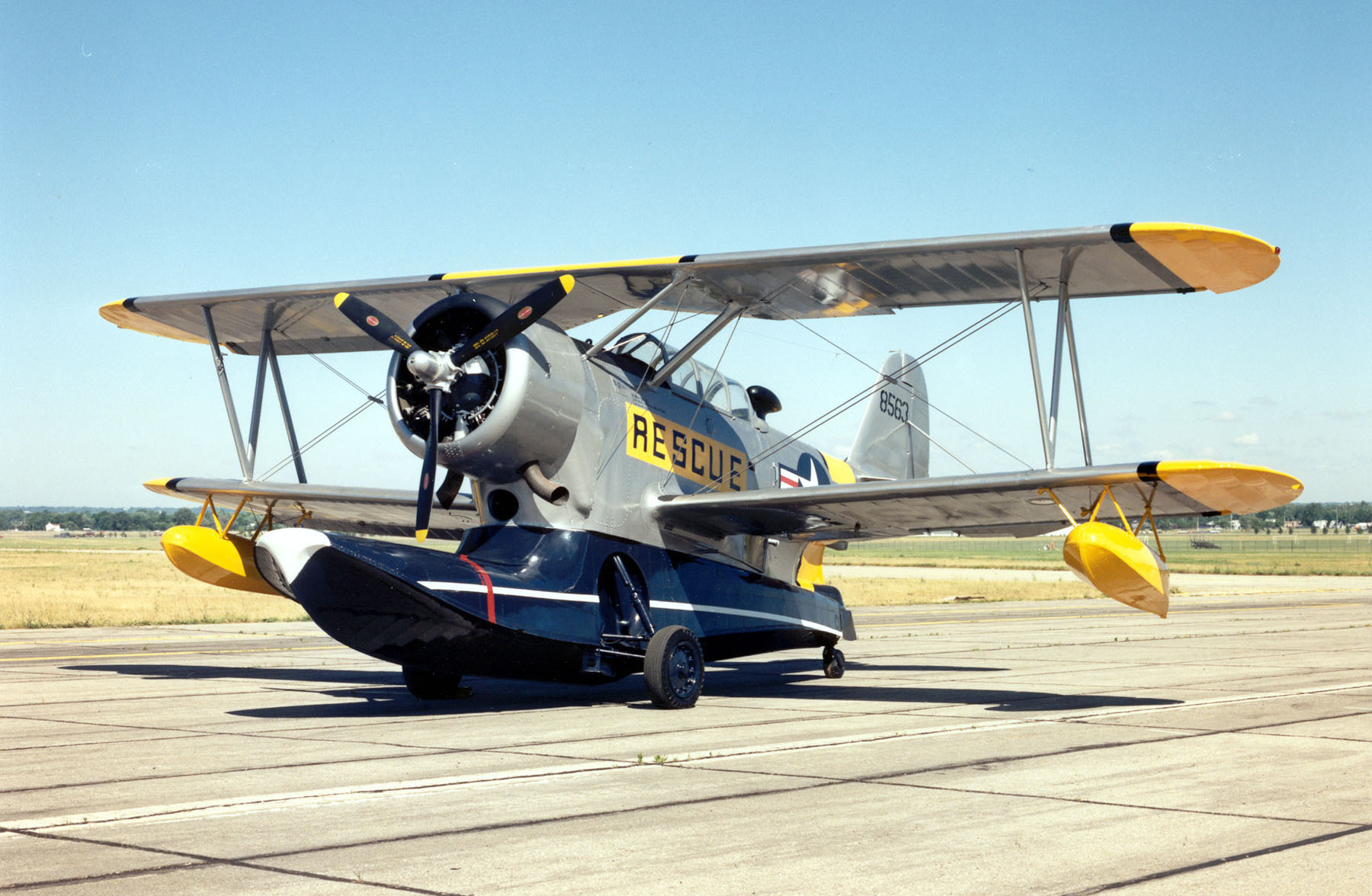
OA-12 thuộc USAF.

J2F-1
Phiên bản sản xuất ban đầu, dùng động cơ 750 hp R-1820-20, 29 chiếc.
J2F-2
Phiên bản của Thủy quân Lục chiến Hoa Kỳ, 21 chiế.
J2F-2A
Như J2F-2 nhưng có thay đổi nhỏ để sử dụng tại quần đảo Virgin của Mỹ, 9 chiếc.
J2F-3
J2F-2 lắp động cơ 850 hp R-1820-26, 20 chiếc.
J2F-4
J2F-2 lắp động cơ 850 hp R-1820-30, 32 chiếc.
J2F-5
J2F-2 lắp động cơ 1,050 hp R-1820-54, 144 chiếc.
J2F-6
Phiên bản do Columbia Aircraft chế tạo từ J2F-5, lắp động cơ 1,050 hp R-1820-64; 330 chiếc.
OA-12
Phiên bản cứu hộ không-hải cho Không quân Lục quân Hoa Kỳ (sau này là Không quân Hoa Kỳ, với tên gọi OA-12A).

## Quốc gia sử dụng

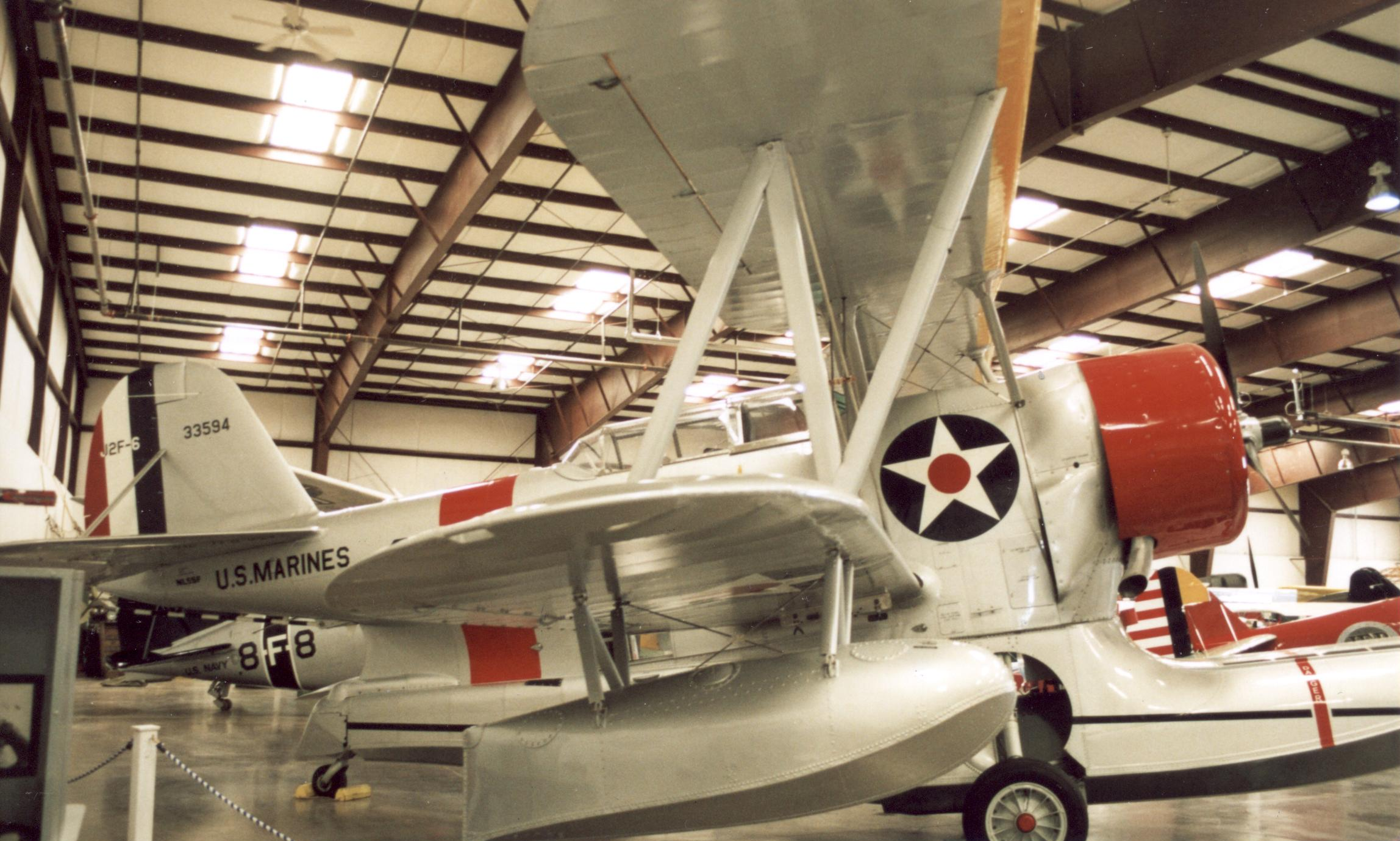
J2F-6 Duck sơn phù hiệu của thủy quân lục chiến, trưng bày tại Bảng tàng Fame ở Valle, Arizona, tháng 10 năm 2005.

Argentina
- Không quân Hải quân Argentina [2]

 Colombia 
 México
- Hải quân Mexico[4]

 Hoa Kỳ
- Không quân Lục quân Hoa Kỳ
- Bảo vệ Bờ biển Hoa Kỳ
- Thủy quân Lục chiến Hoa Kỳ
- Hải quân Hoa Kỳ

 Perú
- Hải quân Peru

## Tính năng kỹ chiến thuật (J2F-6)
Dữ liệu lấy từ Jane’s Fighting Aircraft of World War II
Đặc điểm tổng quát
- Kíp lái: 2
- Chiều dài: 34 ft 0 in (10,37 m)
- Sải cánh: 39 ft 0 in (11,9 m)
- Chiều cao: 13 ft 11 in (4,25 m)
- Diện tích cánh: 409 ft² (38 m²)
- Trọng lượng rỗng: 5.480 lb (2.485 kg)
- Trọng lượng có tải: 7.700 lb (3.496 kg)
- Động cơ: 1 × Wright R-1820-54, 900 hp (670 kW)

 Hiệu suất bay 
- Vận tốc cực đại: 190 mph (304 km/h)
- Vận tốc hành trình: 155 mph (248 km/h)
- Vận tốc tắt ngưỡng: 70 mph (112 km/h)
- Tầm bay: 780 mi (1.255 km)
- Trần bay: 20.000 ft (6.100 m)

Trang bị vũ khí

- 1 × súng máy M1919 Browning (7,62 mm)
- 650 lb (295 kg) bom hoặc bom chống tàu ngầm